# Bossamarino
Bossamarino (in sloveno Bošamarin) è un insediamento di 544 abitanti del comune sloveno di Capodistria, nell'Istria settentrionale.
Bossamarino, probabile corruzione di Monte San Marino, è posto sul contrafforte settentrionale dei monti Savrini o delle Poiane. Nel XVI secolo risulta citato con il nome di Monsamarin e Mossamarin, mentre più anticamente si chiamava S. Minio. Anche le carte militari austriache riportano il nome di St. Marino.
Dalla strada che corre sulla sponda sinistra del torrente Cornalunga, si svolta a destra su uno sterrato molto largo non segnalato; questo si svolge subito con un'erta salita asfaltata che si inerpica sul contrafforte settentrionale del monte Romano (Poljane) di Paugnano. Dopo un paio di tornanti si arriva alla chiesa di San Marino, ben tenuta e volta ad est con un bel panorama sulla valle del torrente; sia la chiesetta che la frazione erano sottoposte a Monte di Capodistria. C'è una segnalazione, sulla strada Capodistria-Crocera di Montetoso, che indica questa località. Sulle carte stradali slovene la strada continua oltre la chiesa di San Marino e sbocca ad est di Monte di Capodistria; in realtà, ad un certo tratto inizia una carrareccia per cui si prosegue solo a piedi.